# IBM 305 RAMAC
Der IBM 305 RAMAC (Abkürzung für random-access method of accounting and control) war der erste kommerziell erfolgreiche Computer, der über eine Festplatte verfügte. Er konnte bis zu zwei Festplatten des Modells 350 Disk Storage Unit beherbergen und Daten in Echtzeit speichern.
Die Festplatte hatte eine Kapazität von 5 Millionen 7-Bit-Zeichen (entspricht 4,375 Millionen Oktetten, also 4,375 Megabyte im heutigen Sprachgebrauch). Sie hatte ein Gewicht von einer Tonne und eine Größe von 60 × 68 × 25 Zoll (152,4 × 172,72 × 63,5 cm). Die Daten wurden auf 50 mit Eisenoxid beschichteten Platten gespeichert. Die Speicherkapazität war in 50.000 Blöcke zu jeweils 100 alphanumerischen Zeichen aufgeteilt. Bei einer Rotationsgeschwindigkeit von 1200 Umdrehungen pro Minute wurden bis zu 100 Bit pro Zoll gespeichert und eine Zugriffszeit von 600 Millisekunden erreicht. Ein anderes Modell der Festplatte hatte 10 Millionen Zeichen Speicherkapazität.
Der Computer wurde im Mai 1955 von IBM angekündigt und am 14. September 1956 erstmals der Öffentlichkeit präsentiert. Er wurde von 1956 bis 1961 hergestellt. Mehr als 1000 der Rechenanlagen mit Vakuumröhren wurden produziert und ab 1957 zu jeweils 3200 US-Dollar monatlich vermietet. IBM stellte den Olympischen Winterspielen 1960 kostenlos einen 305 RAMAC zur Verfügung. 1969 wurden die 305 RAMACs von IBM zurückgenommen.
Auf dem Rechner konnte ein Schachprogramm mit beachtlicher Spielstärke ausgeführt werden. Im April 1960 verlor der italienische IM Mario Monticelli auf dem Mailänder Messegelände Fiera Campionaria eine Schachpartie gegen einen IBM 305 RAMAC.

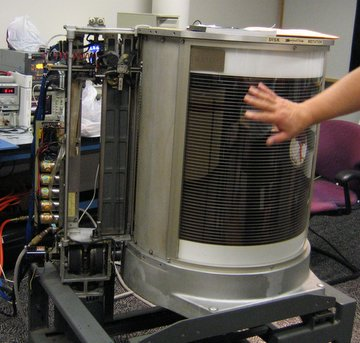
Plattenstapel der Festplatte (Luftstrom angedeutet)
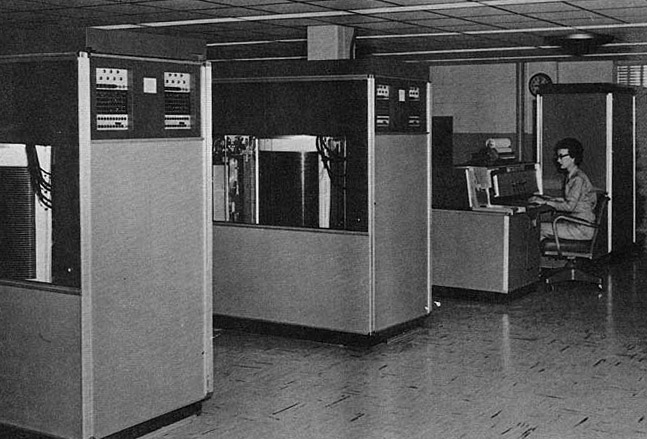
IBM 305 RAMAC
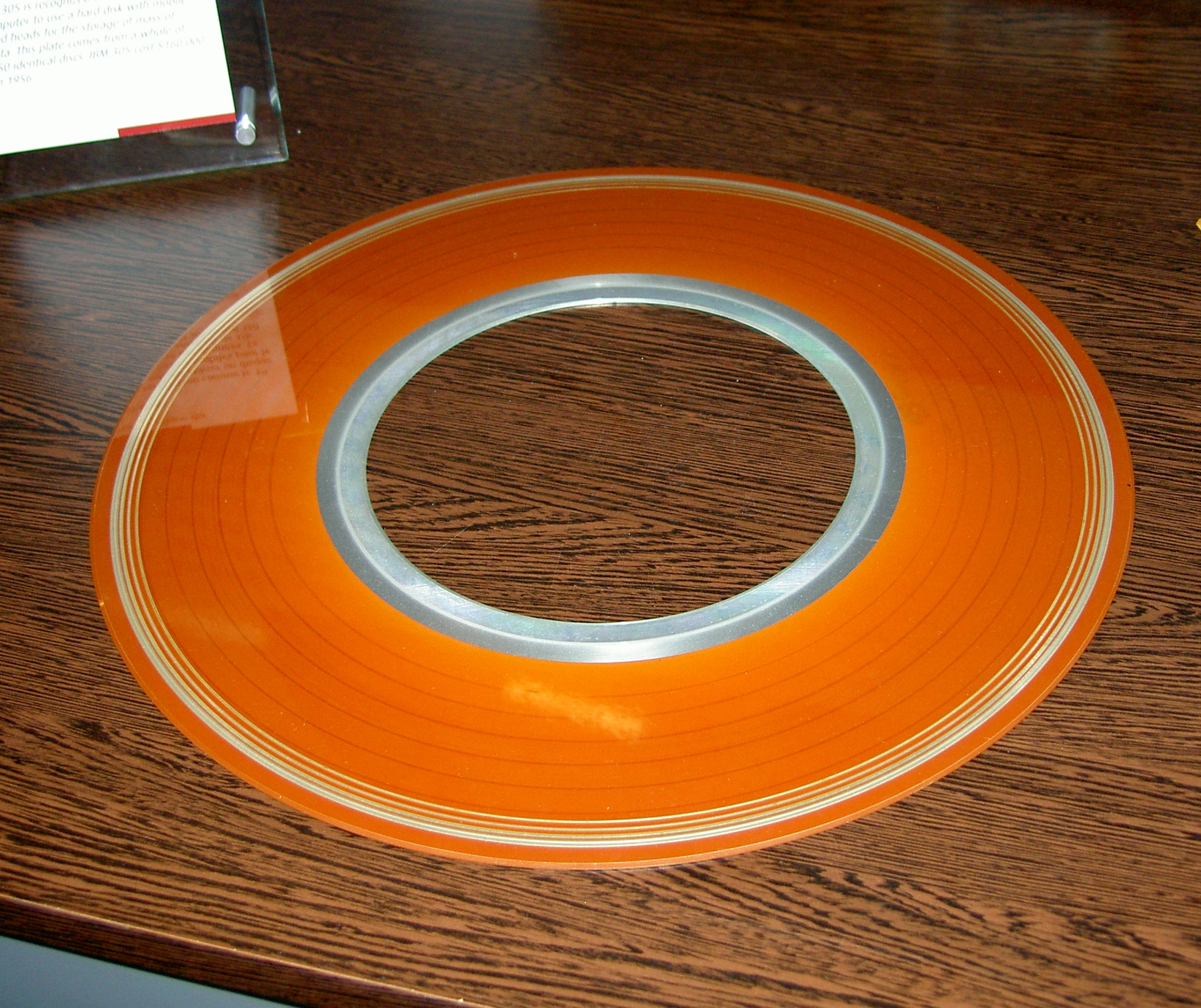
Eine der fünfzig 24 Zoll messenden Speicherplatten

Das Nachfolgemodell war der IBM 1401.

## Belege
1. ↑  IBM Archives > Exhibits > History of IBM > 1960s
2. ↑  Computer To Score Olympics, Medford Mail Tribune (Medford, Oregon), 11. Januar 1959, S. 11
3. ↑  Corriere milanese, Cervello elettronico gioca agli scacchi contro un campione, Giovedi – Venerdi, 21 – 22 aprile 1960